# Сардон-де-Дуеро
Сардон-де-Дуеро (ісп. Sardón de Duero) — муніципалітет в Іспанії, у складі автономної спільноти Кастилія-і-Леон, у провінції Вальядолід. Населення — 699 осіб (2010).
Муніципалітет розташований на відстані близько 150 км на північний захід від Мадрида, 25 км на схід від Вальядоліда.
На території муніципалітету розташовані такі населені пункти: (дані про населення за 2010 рік)
- Ретуерта: 2 особи
- Сардон-де-Дуеро: 653 особи
- Сардонсільйо/Ла-Гранха: 44 особи

## Демографія
Динаміка населення (INE ):

## Галерея зображень

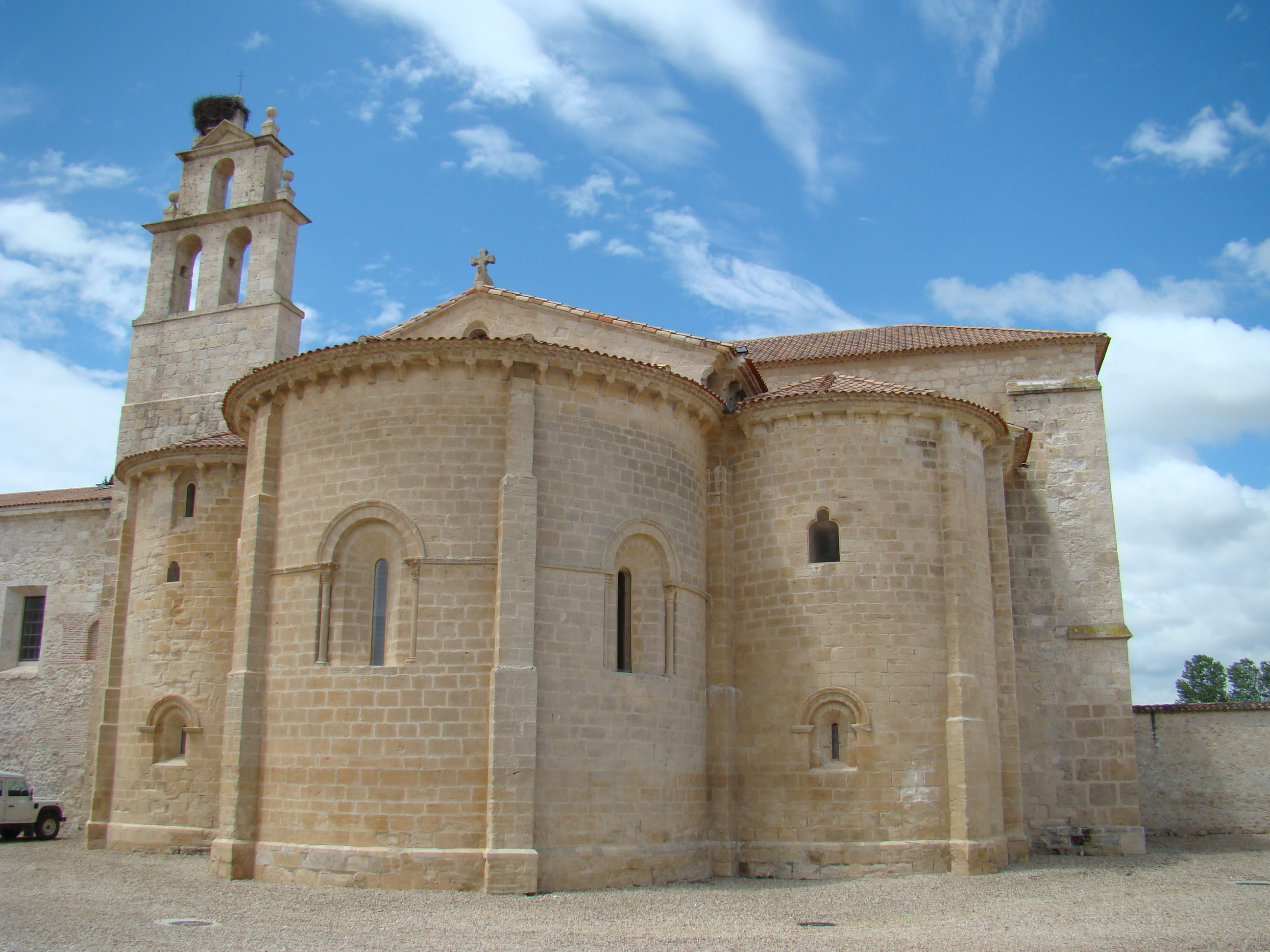
Монастир Санта-Марія-де-Ретуерта
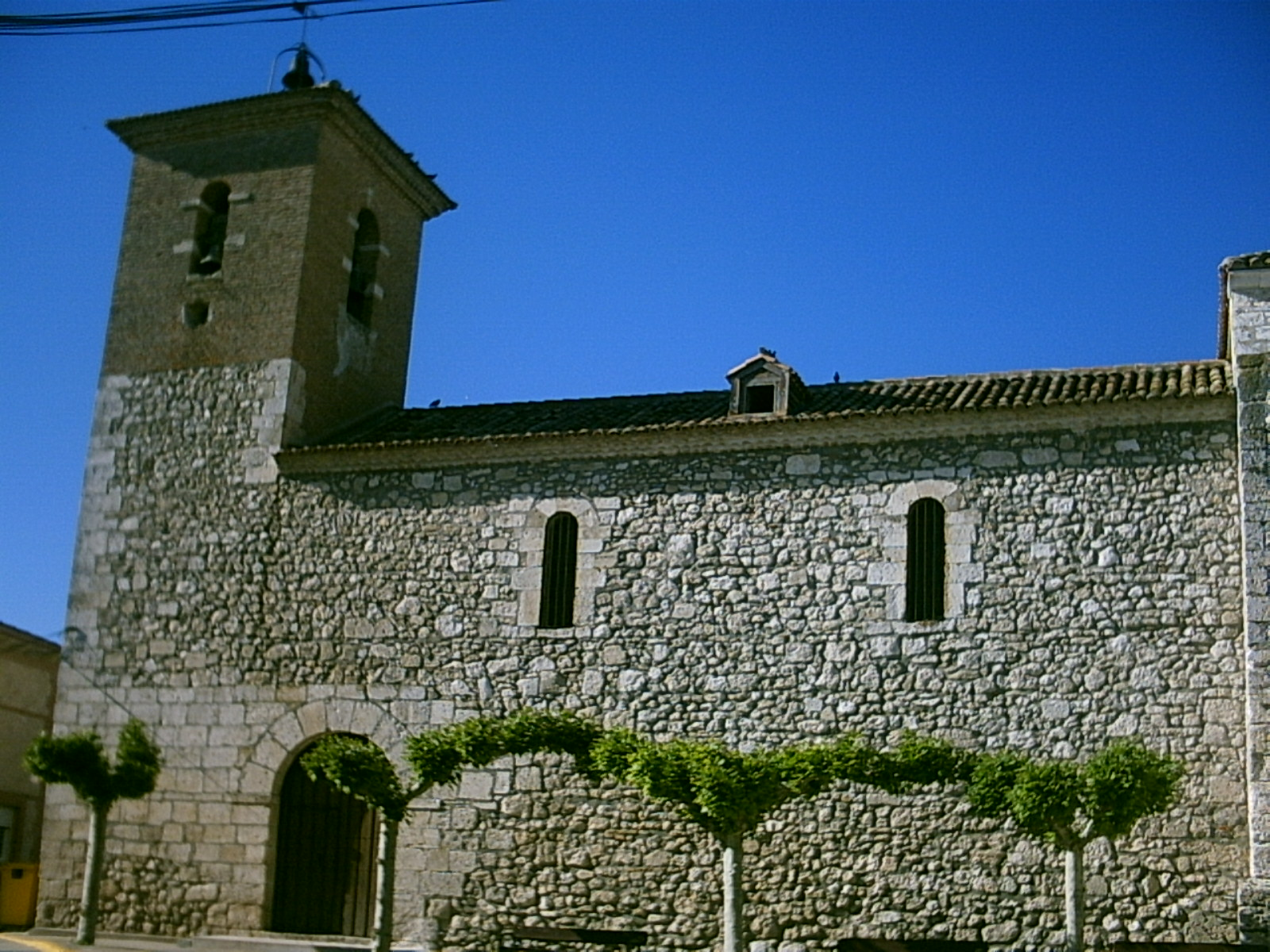
Церква Сан-Хуан-Баутіста